# Charles Spencer King
Charles Spencer King, detto Spen (26 marzo 1925 – Coventry, 26 giugno 2010), è stato un ingegnere, progettista e manager britannico nella Rover Company e, dopo la sua acquisizione, nella British Leyland Motor Corporation.

## Biografia

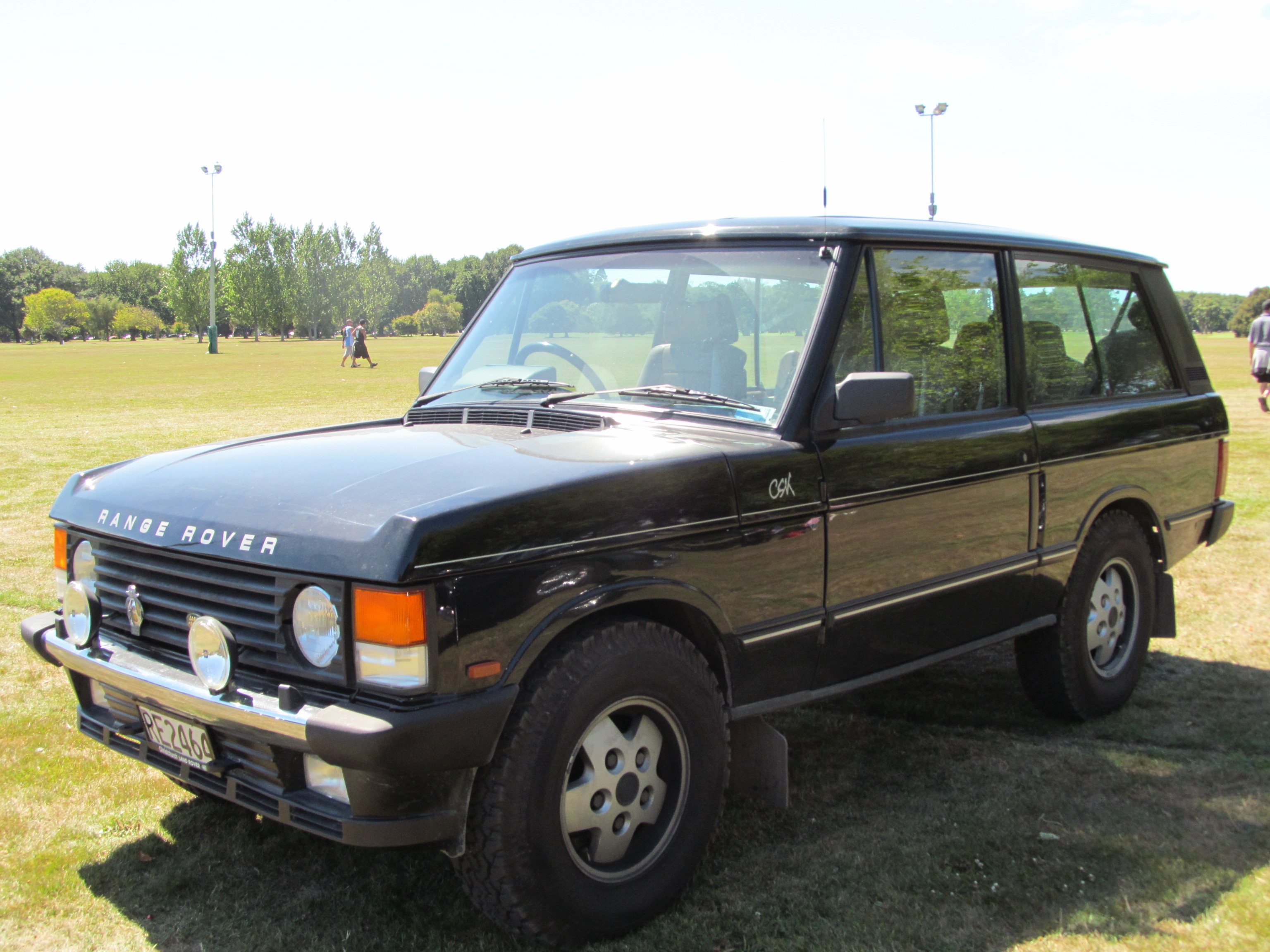
Range Rover CSK

Dopo aver lasciato la scuola nel 1942, divenne apprendista alla Rolls-Royce. Si unì alla Rover, gestito dagli zii Maurice e Spencer Wilks nel 1945 e lavorò sui prototipi sperimentali JET1 e T3 alimentati a turbina a gas. Nel 1959 divenne capo ingegnere e guidò il team che sviluppò la Rover P6 e la Range Rover (di cui fu prodotta una versione speciale dedicata a lui chiamata "CSK").

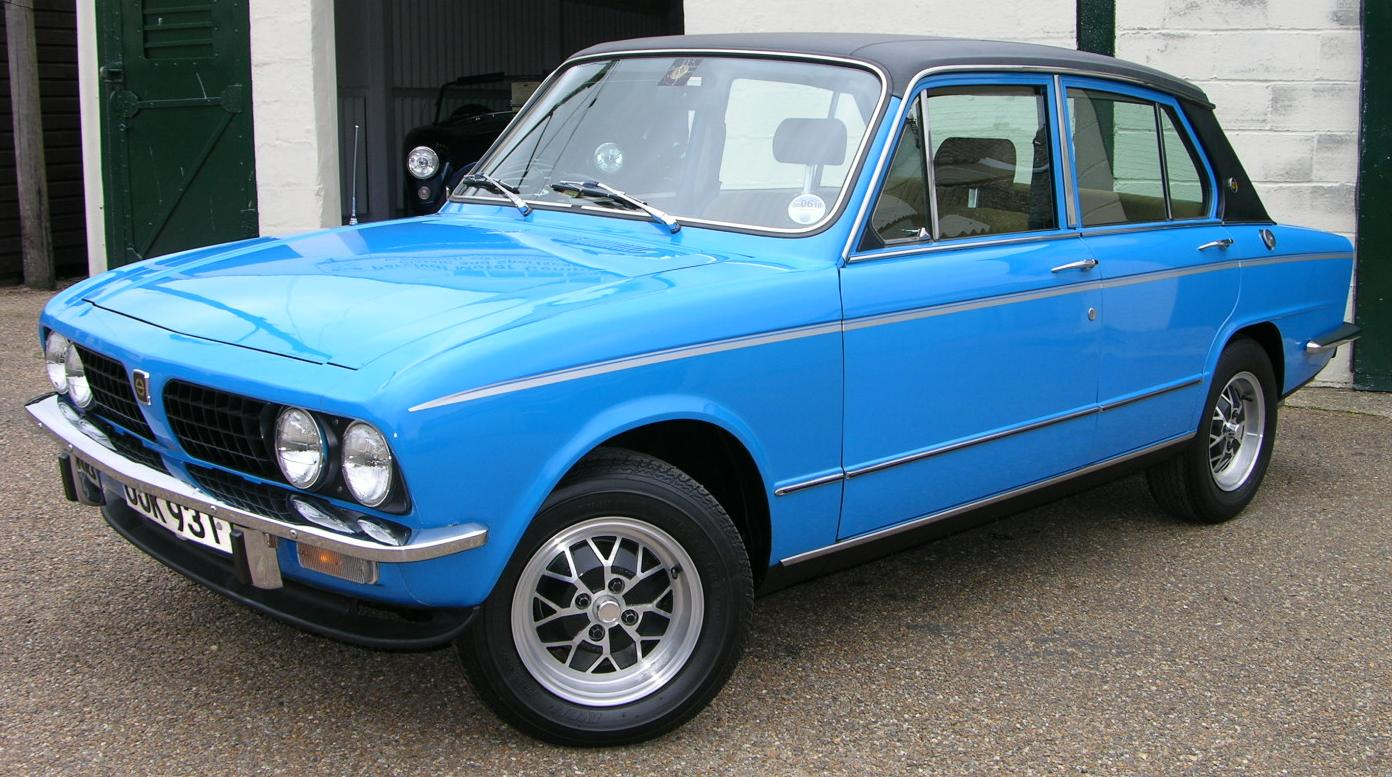
Triumph Dolomite Sprint

Quando la Rover fu rilevata dalla Leyland Motor Corporation, guidò i team responsabili dello sviluppo della Triumph TR6, Triumph Stag e Triumph TR7, nonché il progetto dell'innovativa testata a 16 valvole utilizzata sulla Triumph Dolomite Sprint. Mentre era presidente della BL Technology dal 1979 fu responsabile dello sviluppo di una serie di modelli sperimentali ECV (Energy Conservation Vehicle) leggeri, aerodinamici e tecnicamente avanzati (incluso ECV3), le cui caratteristiche sono state incorporate nei successivi prodotti del Gruppo BL come la Rover K -series engine, o adottato da altri produttori. Spencer King lasciò l'azienda nel 1985.
Dopo aver subito delle complicazioni a seguito di un incidente in bicicletta, morì il 26 giugno 2010.